# Barna fülesgomba
A barna fülesgomba vagy sötét fülesgomba (Otidea bufonia) a Pyronemataceae családba tartozó, Európában elterjedt, nem ehető gombafaj.

## Megjelenése
A barna fülesgomba termőteste 3–6 cm magas, 1,5–4 cm (maximum 8 cm) széles, alakja kehely vagy csészeszerű, rövidebbik oldalán hasítékkal. Gyakran több termőtest tekervényesen összenő egymással. Íze, szaga nem jellegzetes.
Belső oldala fahéj- vagy sötét vörösesbarna, külső oldala bőr- vagy vörösesbarna; néha lilás árnyalatú lehet. Felülete sima vagy egyenetlen, finoman korpás.
Spórapora fehér. Spórái ellipszis alakúak, sima felszínűek, bennük általában két olajcsepp található; méretük 13-15 x 6,5-7 µm.

### Hasonló fajok
A szintén nem ehető bőrsárga fülesgombával (Otidea alutacea) téveszthető össze, amely halványabb színű.

## Elterjedése és termőhelye
Európában honos. Magyarországon ritka.
Lomb- és fenyőerdőben található meg, gyakran csoportosan. Síkvidéken gyakoribb. Augusztustól októberig terem.

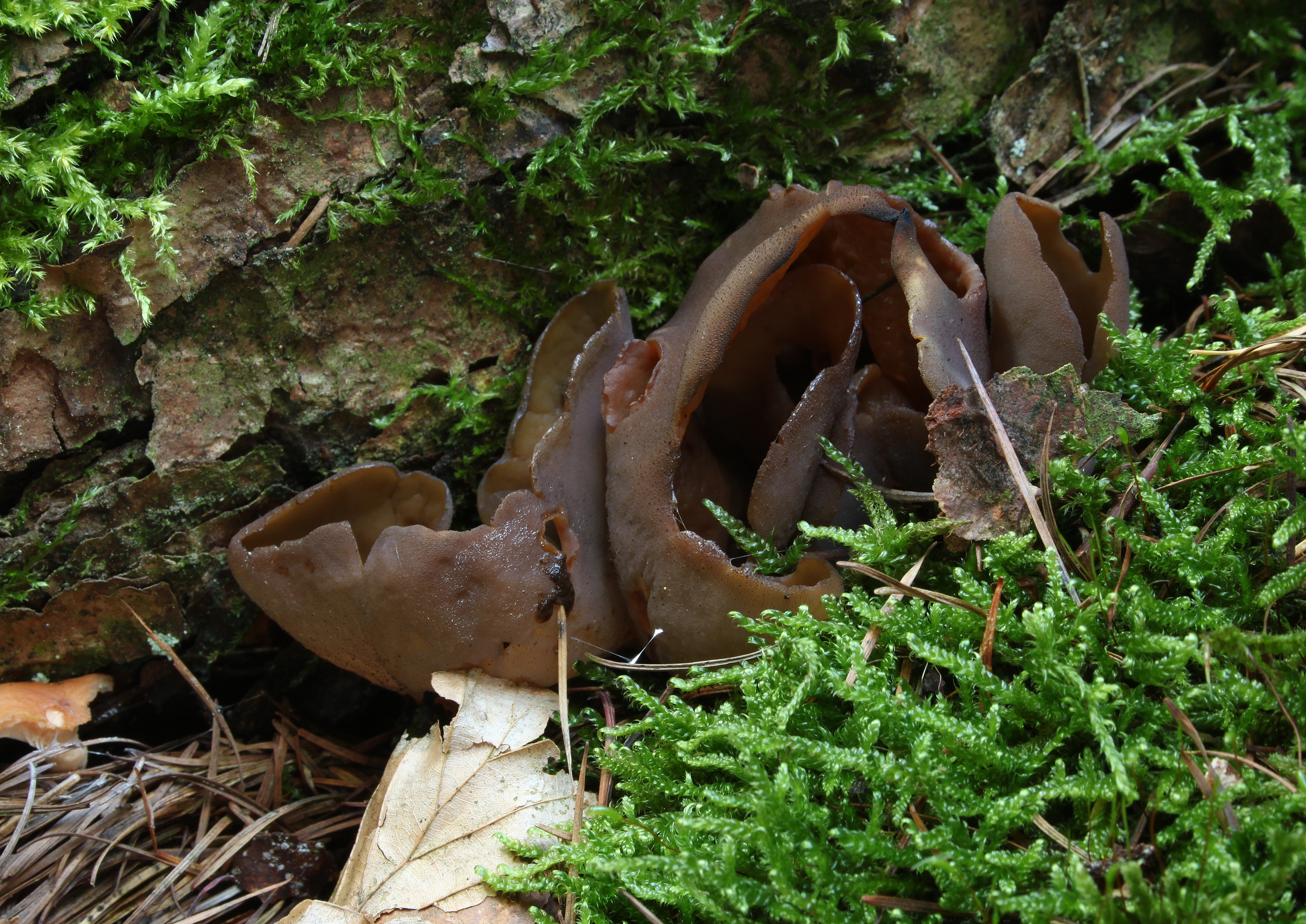
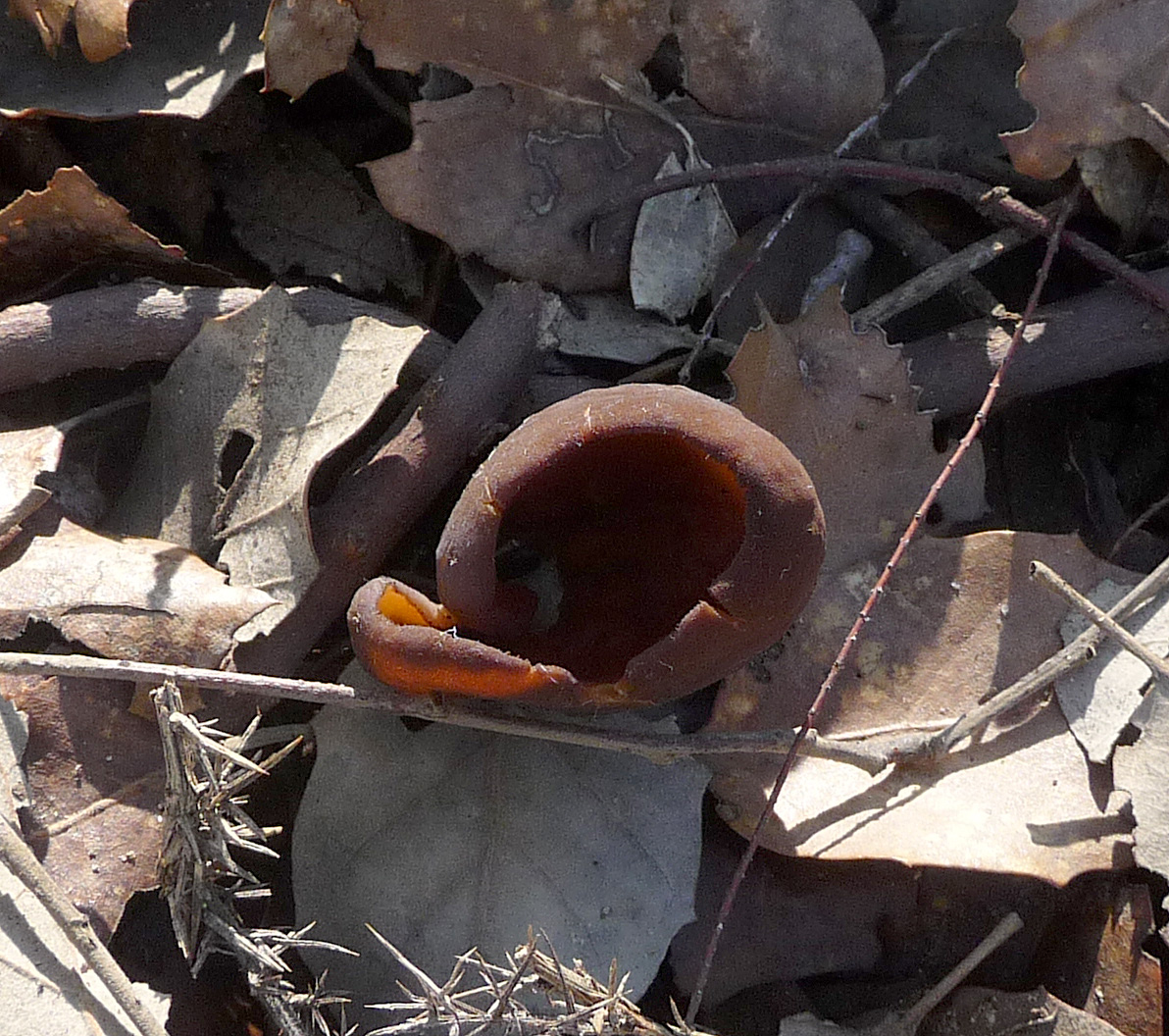

Nem ehető. 